# تعطيل مورثة
تعطيل المورثة أو تعطيل الجين (بالإنجليزية: KO أو Gene Knockout) هو تقنية وراثية يتم فيها عدم تفعيل جينات الكائن الحي (أي إقصاؤها من الكائن الحي). وتعرف الكائنات التي تتعرض لهذه العملية بالكائنات المعطلة وراثيا . تستخدم في التعرّف على الجينات المتسلسلة ولكنها لا تزال مجهولة أو من الغير المعروف تماما ما هي وظيفتها؛ حيث يقارن الباحثون الكائن المعطل جينيا والأفراد الطبيعيين من أجل الاستدلال على تعطيل جين.
يرمز هذا المصطلح أيضا إلى عملية ابتكار مثل هذا الكائن ونعني بهذا عملية «تعطيل» الجين نفسها، وتعتبر هذه الطريقة معاكسة لعملية خبط الجين. غالبا ما يختصر تعطيل الجين بالحرفين KO وتعرف عملية تعطيل جينين في آن واحد معا بالتعطيل المزدوج (DKO). وتستخدم مصطلحات مشابهة مثل التعطيل الثلاثي (TKO) والتعطيل الرباعي (QKO) لوصف عملية تعطيل 3 أو 4 جينات على التوالي.

## طريقة عمل التعطيل الجيني
يتم تحقيق التعطيل عن طريق مجموعة من التقنيات تبدأ في أنبوب اختبار يحوي بلازميد وكروموسوم البكتيريا الصناعي أو بناء حمض نووي ريبوزي منقوص الأكسجين وتستمر إلى أن تنتهي بزراعة الخلية. يتم تحويل الخلايا المفردة جينيا بواسطة بناء حمض نووي ريبوزي منقوص الأكسجين. وغالبا ما يكون الهدف من هذه العملية هو صنع حيوان معدل وراثيا يحوي الجين المعدل. عند حدوث ذلك يتم تحويل الخلايا الجذعية الجنينية جينيا ومن ثم إدخالها إلى الأجنة الباكرة وستورث الحيوانات الناتجة على الأغلب في خطها العروسي تعطيل الجينات إلى الأجيال المستقبلية منها.
من أجل الحصول على حزاز معطل وراثيا، فإن تعداء الجبلة المجردة (بالإنجليزية: Protoplast) هي الطريقة المثلى لأداء ذلك. ويؤدي نقل طحالب Physcomitrella-protoplasts إلى تجدده في صورة نباتات حزازية أكثر خصوبة. بعد 8 أسابيع من عملية التعداء يمكن فحص النباتات بهدف إجراء عملية استهداف الجين باستخدام تفاعل سلسلة البولميرايز.

## مراحل إنتاج طحالب فسكميترلا والطحالب المعطلة وراثياً
تتم هندسة بناء الدنا لتأشيبها مع الجين المستهدف وذلك عن طريق دمج سلاسل الدنا من الجينات نفسها داخل البناء. يحدث التأشيب بعد ذلك في منطقة السلسلة الموجودة داخل الجين ليتسبب في إدخال سلسلة غريبة تقوم بإحداث خلل في الجين. بسبب الخلل الحاصل في سلسلته فإن الجين المعدل في معظم الحالات ستتم ترجمته إلى بروتين غير فعال هذا إن تمت ترجمته من الأصل.

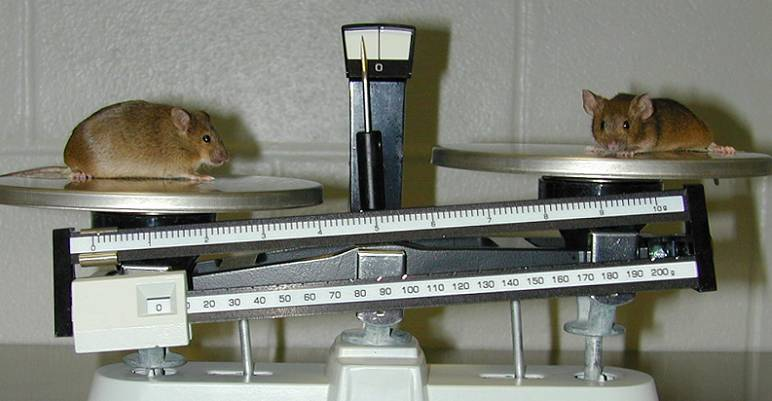
فأر معطل وراثيا (يسار) والذي يمثل نموذجا للبدانة مقارن بفأر عادي.

يسمح التعطيل المشروط بإلغاء الجين في نسيج ما أو بتحديد موعد زمني. يتحقق هذا بواسطة إدخال سلاسل قصيرة تسمى مواقع IoxP حول الجين.ويتم إدخال هذه السلاسل داخل الخط العروسي بنفس الآلية المستخدمة في عملية خبط الجين. يمكن أن يتعابر هذا الخط العروسي مع آخر يحوي إنزيم كريه ريكومبينيز (بالإنجليزية: Cre-recombinase) وهو إنزيم فيروسي يمكنه التمييز بين هذه السلاسل وتأشيبها وإلغاء الجينات التي تحيط بها هذه المواقع.
غالبا ما تحتوي السلسلة الغريبة المختارة لعملية الإدخال ما يعرف بالجين المبلّغ وذلك لأن حدوث النوع المطلوب من تأشيب الدنا المتماثل هو حدث نادر الحصول في معظم حالات الخلايا والأبنية. يسمح هذا بالاختيار السهل للخلايا أو الأفراد التي يمكن أن تنجح عملية التعطيل فيها. وقد يحدث أحيانا أن يتم إدخال بناء الدنا في الكروموسوم بدون وجود التأشيب المتماثل المرغوب في الجين المستهدف. للحد من مثل هذه الخلايا عادة ما يتضمن بناء الدنا منظقة ثانية من الدنا تسمح بتمييز مثل هذه الخلايا وتجاهلها.
في حالة الكائنات ثنائية الكروموسوم التي يوجد بها أليلان لمعظم الجينات وقد تحوي أيضا جينات متعددة ذات علاقة مع بعضها والتي تتعاون لأداء نفس الدور ويتم إجراء جولات إضافية من النقل والانتقاء إلى أن يتم تعطيل جميع الجينات المستهدفة. قد يكون الاستيلاد الانتقائي ضروريا لإنتاج الحيوانات المتماثلة المعطلة جينيا. 
يشبه خبط الجينات عملية التعطيل الجيني إلا أنه يقوم بإحلال جين محل آخر بدلا من إلغائه.

## وصلات خارجية
- مخطط لاستبدال الجين المستهدف
- قاعدة بيانات الجين المعطل